# デューク (戦列艦・1777年)
| デューク | デューク |
| 艦歴     | 艦歴 |
| -------- | --- |
| 運用者   | イギリス海軍 |
| 建造     | プリマス工廠 |
| 発注     | 1771年6月18日 |
| 起工     | 1772年10月 |
| 進水     | 1777年10月18日 |
| その後   | 1843年解体 |
| 戦歴     | 第一次ウェサン島の海戦 |
| 性能諸元 | |
| クラス   | デューク級 98門2等戦列艦 |
| トン数   | 194328⁄94bm |
| 全長     | 砲列甲板：177ft 6in(54.1m) |
| 全幅     | 50ft (15.2m) |
| 深さ     | 船倉：21ft 2in(6.5m) |
| 推進     | 帆走（3本マストシップ） |
| 兵装     | 98門： 上砲列：12ポンド（5kg）砲30門 中砲列：18ポンド（8kg）砲30門 下砲列：32ポンド（15kg）砲28門 後甲板：12ポンド（5kg）砲8門 船首楼：12ポンド（5kg）砲2門 |

デューク (HMS Duke) はイギリス海軍の98門2等戦列艦。

## 建造
デュークはジョン・ウィリアムスによって設計され、1771年6月18日プリマス工廠に建造が発注された。この船の竜骨は1772年10月に敷かれ、進水は1777年10月18日だった。全ての艤装が完了したのは1778年10月2日で、建造にかかった費用は44,665ポンド7シリング2ペンスだった。加えて、艤装にかかった費用は12,300ポンド18シリング5ペンスだった。

## 艦歴とエピソード
デュークは1778年4月にウィリアム・ブレントン艦長のもとで就役した。同年7月27日には第一次ウェサン島の海戦に参加した。
1780年3月、ポーツマスで船底に銅板を貼った。
この船は1783年6月に予備役となり、1799年から港湾業務に用いられた後、1843年に解体された。